# (73116) 2002 GD49
(73116) 2002 GD49 – planetoida z pasa głównego asteroid okrążająca Słońce w ciągu 3,8 lat w średniej odległości 2,43 j.a. Odkryta 4 kwietnia 2002 roku.